# 小笠原信房
小笠原 信房（おがさわら のぶふさ）は、越前勝山藩の第5代藩主。信嶺系小笠原家7代。越前勝山藩2代藩主・小笠原信辰の長男。

## 生涯
誕生時、父の信辰はすでに享保6年（1721年）4月に隠居していたため、第4代藩主・信胤の養子となり、延享2年（1745年）に信胤が死去したため家督を継いだ。
しかし13歳の幼少であった上に病弱であったことから、しばらくは藤堂良端の補佐を受けた。親政を開始すると藩財政再建のために年貢増徴政策を採ったため、明和8年（1771年）に百姓一揆が起こって年貢減免要求を受け入れざるを得なくなった。安永6年（1777年）に藩札を発行している。
安永4年（1775年）から病がちとなり、安永9年（1780年）11月16日に家督を子の長教に譲って隠居した。その後は白山温泉で療養し、寛政6年（1794年）1月20日に死去した。享年62。

## 系譜

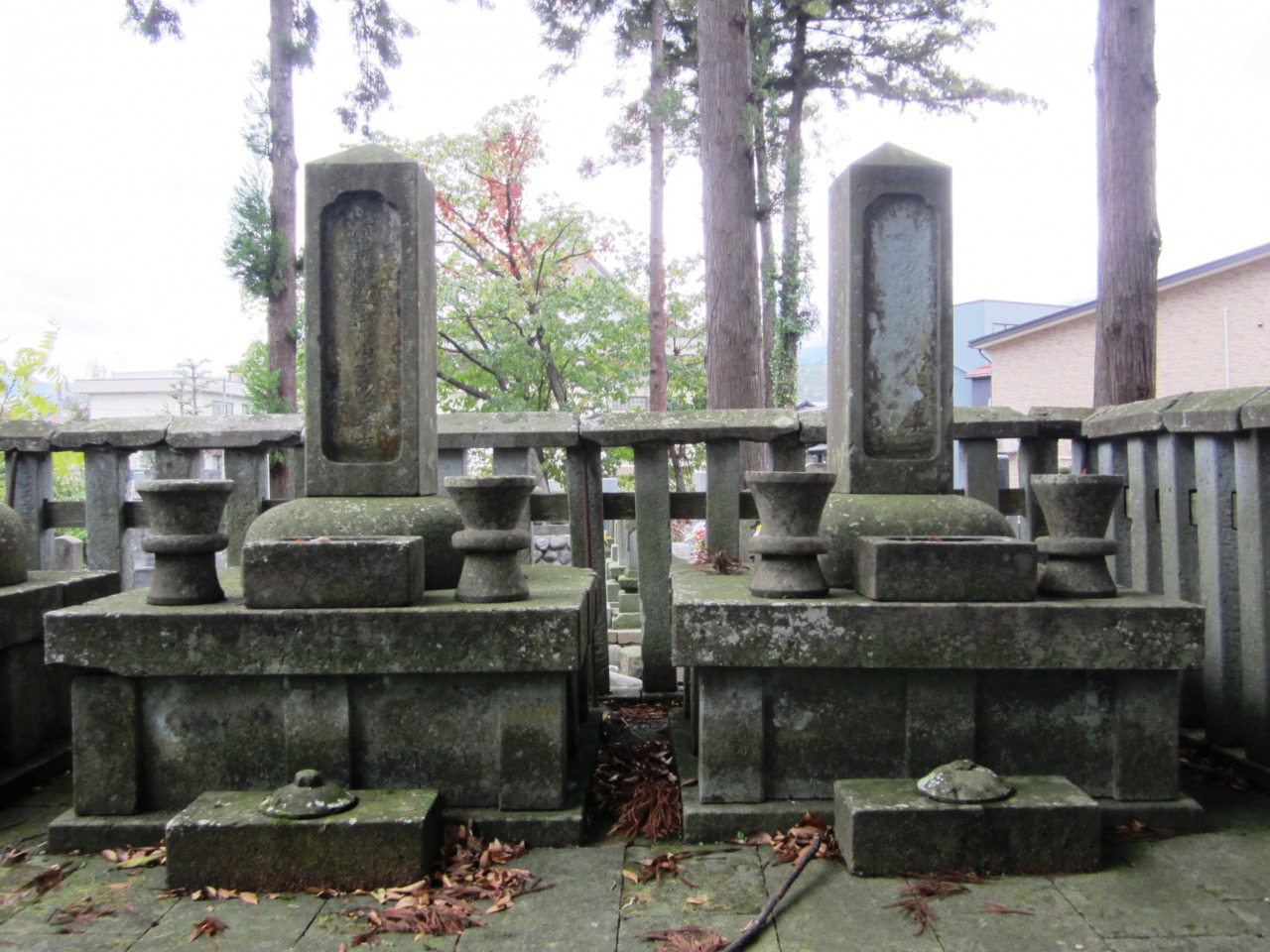
開善寺の墓（左）。右は長教と長守の墓。

父母
- 小笠原信辰（実父）
- 小笠原信胤（養父）

正室
- 伊達村候の養女 ー 堀川広益の娘

子女
- 小笠原長教（長男）
- 小笠原信賢（三男）
- 花房信順（四男）
- 福島正聖室のち知久頼福室
- 小笠原直信室
- 有馬広春室 ー 小笠原信興の養女